# سبته
سَبْته یا سئوتا (به اسپانیایی: Ceuta) شهری خودمختار وابسته به اسپانیا به مساحت ۱۸٫۵ کیلومتر مربع در ساحل شمالی قاره آفریقا است که تنها با مراکش مرز خاکی دارد؛ به همین جهت یک بُرون‌بوم اسپانیا به‌شمار می‌رود. تنگه جبل الطارق این شهر را از بدنه اصلی شبه جزیره ایبریا جدا کرده‌است. سبته بین دو بدنه آبی دریای مدیترانه و اقیانوس اطلس قرار دارد. سبته یکی از ۹ منطقه مسکونی تحت کنترل اسپانیا در قاره آفریقا است. سبته به همراه ملیلیه یکی از دو شهر متعلق به اسپانیا است که درون سرزمین اصلی قاره آفریقا قرار دارد. تا ۱۴ مه ۱۹۹۵ میلادی که به این شهر خودمختاری اعطا شد، سبته بخشی از استان کادیس اسپانیا بود.
در سال ۲۰۱۱ جمعیت این شهر حدود ۸۲ هزار نفر برآورد شد. اغلب جمعیت این شهر را مسیحیان و مسلمانان (اعراب و بربرها) تشکیل می‌دهند. اقلیتی شامل سفاردی‌ها و هندی‌ها نیز در این شهر زندگی می‌کنند. اسپانیایی زبان رسمی این شهر است.